# LVT-5

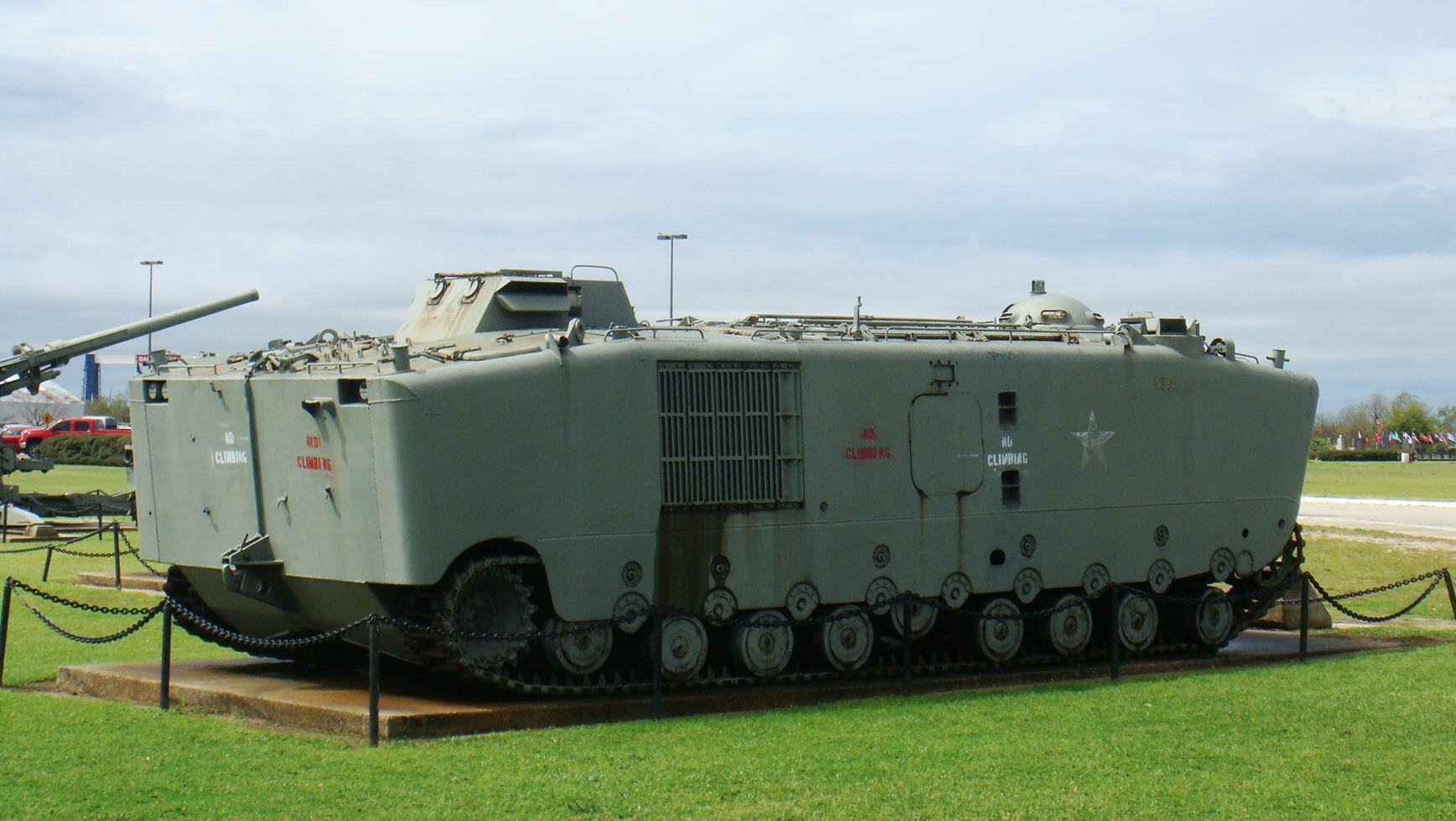
Ein LVTP5A1 im Battleship Memorial Park in Mobile, Alabama. Links ist das Heck und rechts, verdeckt, ist die Frontseite.

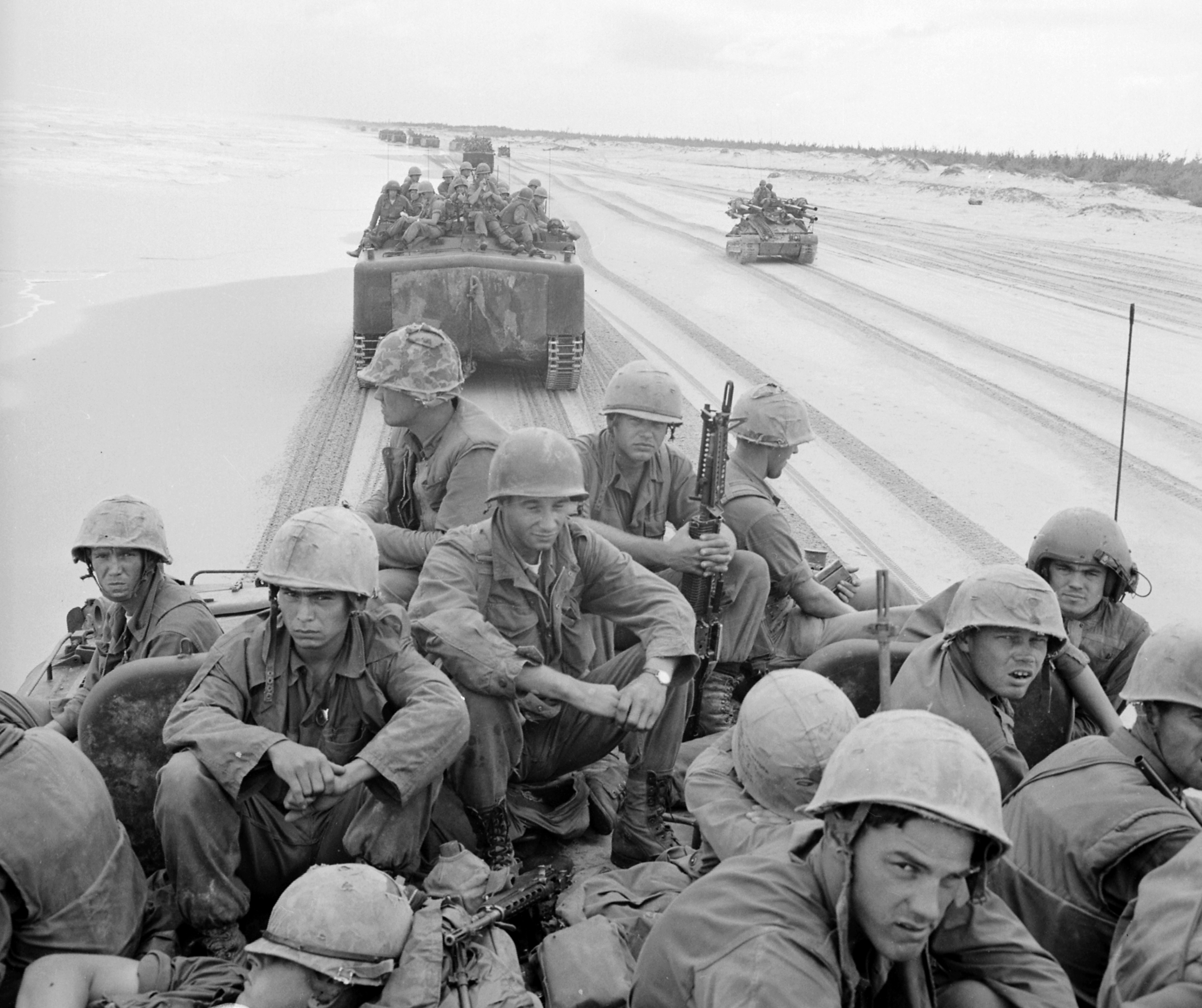
LVTP5-Panzer, Vietnam 1966

Das LVTP5 (Landing Vehicle, Tracked Personnel Model 5, umgangssprachlich auch bekannt als Amtrac) war ein amphibischer leicht gepanzerter Truppentransporter des United States Marine Corps. Er wurde vor allem während des Vietnamkriegs eingesetzt. Auch die Philippinen setzten den LVTP5 zeitweise ein. Die von 1951 bis 1957 laufende Produktion brachte insgesamt 1.124 dieser Fahrzeuge in den unterschiedlichsten Varianten hervor.

## Technik
Geplant als Nachfolger der 1951 immer noch im Dienst stehenden LVTs aus dem Zweiten Weltkrieg, wurde der LVT-5 im Gegensatz zu den recht offenen Vorgängern als komplett geschlossener Panzer konzipiert, um den Schutz für die transportierten Soldaten zu erhöhen.
Die Panzerung bestand aus gewalzten Stahlplatten, die zwischen 6,4 und 15,9 mm dick waren. Diese wurden verschweißt und bildeten so einen wasserdichten Rumpf. Vorne befand sich eine große, hydraulisch absenkbare Luke, die gegen den Rumpf mit dicken Gummiwülsten abgedichtet war. Diese Luke, die fast über die gesamte Breite des Fahrzeugs reichte, ermöglichte den aufgesessenen Soldaten ein schnelles Ein- und Aussteigen. Über dem Frachtraum befand sich eine weitere große aufklappbare Luke. Der Sitz des Fahrers befand sich vorne links neben der Luke, der Kommandant saß rechts. Beiden standen jeweils fünf M17-Periskope zur Verfügung. Zwischen den beiden Luken für Fahrer und Kommandant war in einer um 360° drehbaren Kuppel ein Maschinengewehr vom Typ Browning M1919 mit 250 Schuss Munition montiert.
Hinter dem Frachtraum befanden sich der 12-Zylinder-Motor Continental LV-1790-1 und das Allison CD-850-4-Zweiganggetriebe. Sämtliche Wartungs-, Lüftungs- und Abgasöffnungen befanden sich auf der Oberseite des Panzers.

## Versionen
- LVTP-5 (Landing Vehicle Tracked, Personnel): Truppentransporter, 808 Exemplare gebaut
- LVTC-5 (Landing Vehicle, Tracked, Command): Kommandofahrzeug mit zusätzlichen Funkgeräten
- LVTH-6 (Landing Vehicle, Tracked, Howitzer): Feuerunterstützungsfahrzeug mit 105-mm-Geschütz in drehbarem Turm, zusätzliche Luftabwehrbewaffnung, 210 Exemplare gebaut
- LVTR-1 (Landing Vehicle, Tracked, Recovery): Bergepanzer, 65 Exemplare gebaut
- LVTE-1 (Landing Vehicle, Tracked, Engineer): Minenräum- und Pionierpanzer, 41 Exemplare gebaut
- LVTAA-1 (Landing Vehicle, Tracked, Anti Air): Flugabwehrmodell mit Turm des M42 Duster, nur ein Prototyp gebaut

## Geschichte

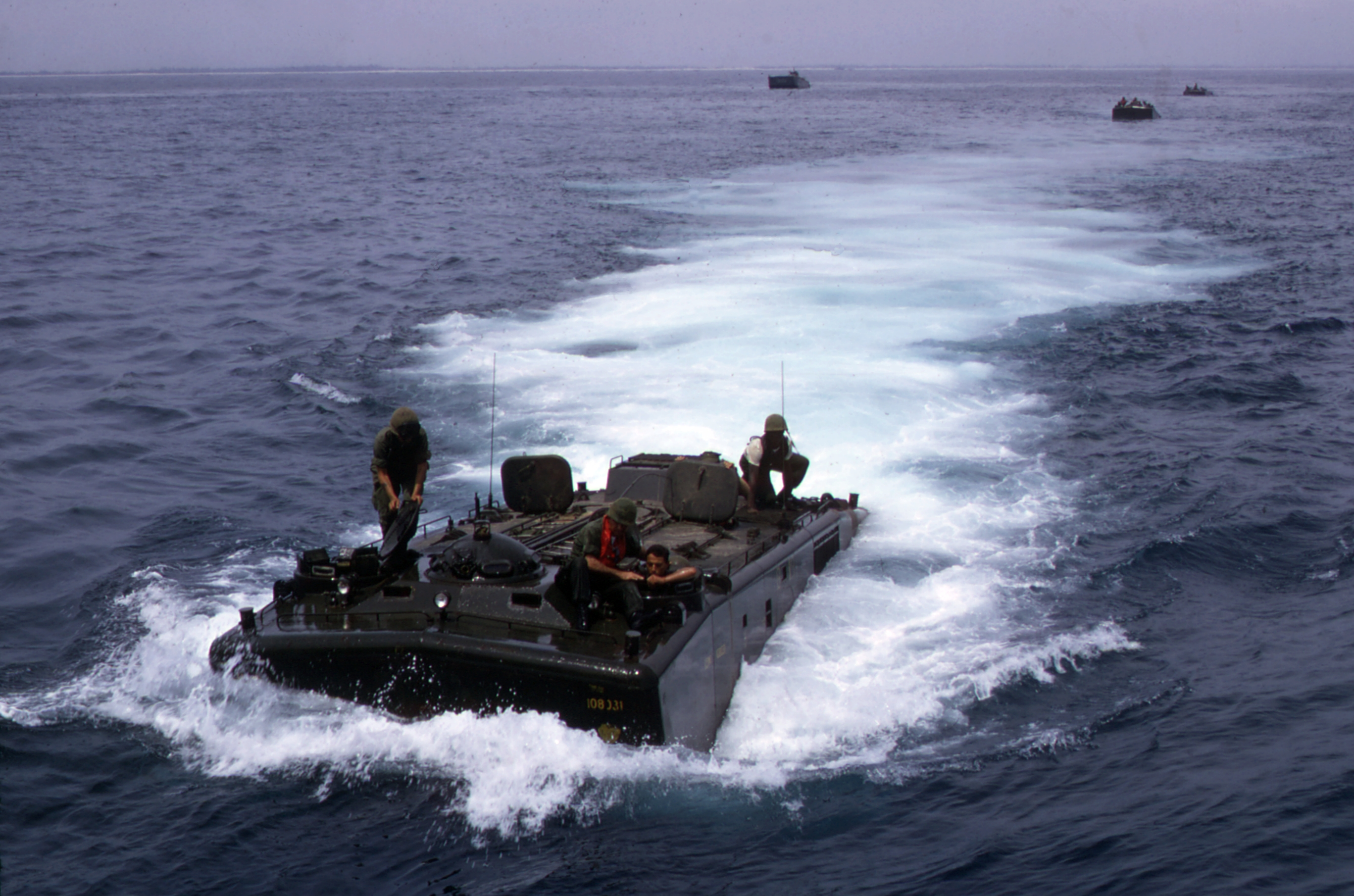
LVTP-5A1 während einer Übung, 1968

Die Marines stellten die ersten Amtracs 1956 in Dienst, nachdem sich die älteren LVT-Modelle als nicht mehr zeitgemäß und leistungsfähig genug erwiesen.
Eingesetzt wurde der LVT-5 zum ersten Mal im Vietnamkrieg, unter anderem während der Landung bei Đà Nẵng 1965 sowie bei nahezu allen größeren Operationen des US Marine Corps in Südvietnam. Bei den Einsätzen in Vietnam zeigt sich recht schnell, dass der Amtrac nur unzureichend gegen Landminen geschützt war. Die Marines saßen daher zumeist oben auf dem Panzer, anstatt im Innenraum, wie ursprünglich vorgesehen.
Auch die Bewaffnung mit einem einzelnen 7,62-mm-Maschinengewehr erwies sich als zu schwach. Oftmals wurden daher LVTs von den Marines mit Sandsäcken zu provisorischen Schützenpanzern umgebaut, als zusätzliche Bewaffnung wurden unter anderem das Maschinengewehr M60 und das rückstoßfreie Geschütz M40, aber auch leichte Mörser verwendet, die auf der großen Oberseite des Panzers aufgestellt wurden. Zum Teil wurden die Panzer auch als schwimmende Geschützplattformen für Einsätze der Mobile Riverine Force verwendet.
Mit der Einführung des Nachfolgers LVT-7 ab 1972 wurden die meisten LVT-5 recht schnell ausgemustert, da sie ihre geplante Lebenszeit schon bei Weitem überschritten hatten und sich die Wartung und Ersatzteilbeschaffung als immer schwieriger erwies. Etwa 30 Panzer blieben noch bis zum Beginn der 1990er-Jahre bei Reserveeinheiten im Einsatz.

## Technische Daten
| Kenngröße             | Daten                                                                                                  |
| --------------------- | --- |
| Baujahr               | 1951–1957                                                                                              |
| Hersteller            | St. Louis Car Co., Food Machinery Corp., Ingersoll, Baldwin-Lima-Hamilton, Pacific Car and Foundry Co. |
| Länge über alles      | 9,04 m                                                                                                 |
| Breite über alles     | 3,56 m                                                                                                 |
| Höhe                  | 3,06 m                                                                                                 |
| Gefechtsgewicht       | 39.820 kg                                                                                              |
| Besatzung             | 3 |
| Beladung              | 34 vollausgerüstete Soldaten                                                                           |
| Höchstgeschwindigkeit | 48 km/h (Straße), 11 km/h (Wasser)                                                                     |
| Fahrbereich           | 306 km (Straße), 92 km (Wasser)                                                                        |
| Motor                 | Benzinmotor Continental LV-1790-1 mit 820 PS                                                           |
| Bewaffnung            | 1 × Browning-M1919-Maschinengewehr in um 360° drehbarer Kuppel                                         |